# Souvanova hiša
Souvanova hiša (tudi Hohnova hiša ali Hiša Mestni trg 24) je poslovno-stanovanjska stavba v središču Ljubljane, ki stoji na Mestnem trgu nasproti Mestne hiše. Baročno meščansko hišo s konca 17. stoletja so v 19. stoletju predelali po načrtih furlanskega arhitekta Francesca Coconija. Stavba je postala pendant nasproti stoječemu magistratu in danes velja za enega najboljših primerov bidermajerja v Ljubljani.

## Zgodovina stavbe in arhitektura
Meščanska hiša je bila zgrajena konec 17. stoletja. V baroku so v Ljubljano vabili ugledne italijanske arhitekte, ki so pomagali pri barokizaciji Ljubljane. V tem času so pogosto nadzidavali stavbe in združevali tipične triosne hiše v večje stavbne enote. Tako je bilo tudi v primeru Souvanove hiše, kjer je okoli leta 1755 z združitvijo dveh starejših hiš nastala sedemosna hiša, poleg tega pa je stavba dobila baročno stopnišče in fasado. Današnji videz je stavba dobila leta 1827, ko je arhitekt Francesco Coconi za trgovca in knjigoveza Henrika Adama Hohna nadzidal četrto nadstropje in na novo oblikoval fasado. Ob povišanju stavbe je Coconi dodal plitev rizalit in s tem poudaril osrednji del stavbe, ki ga zaključuje trikotno čelo. Poudarek na osrednji osi je prav tako viden pri plastičnem stopnjevanju v spodnjih dveh nadstropjih, saj so v vogalih plitvi korintski pilastri, med osrednjimi okenskimi osmi pa korintski polstebri. Po višini je fasada deljena v tri pasove – pritličje, spodnji nadstropji v mreži pilastrov in gladki zgornji nadstropji.

## Kiparski okras
Skupaj z nadzidavo leta 1827 je Souvanova hiša dobila tudi bogat kiparski okras. Glavna fasada je dobila nov kamniti glavni portal in kakovostne figuralne štukature potujočega tirolskega kiparja Martina Kirschnerja pod okni in v trikotnem čelu. Med prvim in drugim nadstropjem se v osrednji osi nahajajo trije figuralni reliefi puttov iz štuka. Na prvem reliefu z leve putti predstavljajo poljedelstvo, saj orjejo, žanjejo in opravljajo poljska dela. Na osrednjem reliefu, ki predstavlja umetnost, se putti posvečajo gledališču, glasbi, slikarstvu, kiparstvu in arhitekturi. Na zadnjem reliefu pa so upodobljeni putti, ki simbolizirajo trgovino in so upodobljeni med prenašanjem tovora, blaga in zavojev. Poleg puttov sta upodobljeni trgovska ladja in Merkurjeva glasniška palica. Poleg reliefov v osrednji osi je fasada obogatena še z drugim štukaturnim okrasjem, ki so ga izdelali furlanski mojstri. V prvem in tretjem nadstropju se nad okni pojavi dekorativna cvetlična štukatura, nad polstebri pa je girlanda, ki jo držijo orli. V timpanonu sta dve angelski figuri z božjim očesom.
Fasada se od drugih klasicističnih fasad v mestu razlikuje v tem, da ima bolj bogato okrasje. Celota je oblikovana po okusu premožnega naročnika in je odličen primer ljubljanskega bidermajerja. Bidermajer se v arhitekturi uveljavi predvsem v reprezentativnih meščanskih fasadah. Bidermajerska umetnost je bila v tem času popularna predvsem zaradi bogatejše arhitekturne plastike kot je značilna za sočasni klasicizem.